# Mattighofen
Mattighofen je město v Rakousku ve spolkové zemi Horní Rakousy, spadající pod okres Braunau. Nachází se asi 113 km jihozápadně od Lince a asi 275 km západně od Vídně. V roce 2018 zde žilo 6 524 obyvatel.
Město získalo název podle řeky Mattig, která jím protéká a je pravostranným přítokem řeky Inn. Dále městem protékají potoky Kühbach, Schwemmbach a Brunnbach. Ve městě se nachází zámek a románský kostel Nanebevzetí Panny Marie. Městem prochází silnice B147, L503 a L505. Nejbližšími městy jsou Altheim, Braunau am Inn a Neumarkt am Wallersee.
V Mattighofenu sídlí motocyklové firmy Husqvarna Motorcycles a KTM. Městem je Mattighofen od roku 1986.